# Tango (album Rasmentalismu)
Tango – szósty studyjny album duetu Rasmentalism, którego premiera odbyła się 26 stycznia 2018 roku. Wydawnictwo ukazało się nakładem wytwórni płytowej Asfalt Records.
W celu promocji płyty opublikowano teledyski do utworów „Tango“ oraz „Moment“. 

## Lista utworów
1. Niebo
2. Tranquilo
3. Fast food (gościnnie. Taco Hemingway, Rosalie)
4. Tango
5. Moment (gościnnie. Otsochodzi)
6. Palma
7. Kilka Dni (gościnnie. Piotr Pacak)
8. Serio
9. Tryb Samolot (gościnnie. Vito)
10. Duch (gościnnie. Sokół, Oskar)
11. Indygo
12. List (Bonus track)